# Oliver Belmont
Oliver Hazard Perry Belmont (* 12. November 1858 in New York City; † 10. Juni 1908 in Hempstead, Nassau County, New York) war ein US-amerikanischer Politiker und Millionär. Er war Sohn des aus Alzey stammenden Bankiers und Politikers August Belmont sowie Bruder von Perry Belmont und August Belmont junior. Seinen Namen erhielt er von seinem Großonkel mütterlicherseits, Oliver Hazard Perry.
1890 erbte er einen Teil des Millionenvermögens seines Vaters. In Belmonts Auftrag baute Richard Morris Hunt von 1891 bis 1894 das Anwesen Belcourt Castle in Newport, das Schlössern verschiedener europäischer Länder und Architekturepochen nachempfunden ist. Von 1901 bis 1903 vertrat Belmont den 13. Kongresswahlbezirk New Yorks im US-Repräsentantenhaus. Darüber hinaus kandidierte er erfolglos als Bürgermeister von New York.
Am 11. Januar 1896 heiratete Belmont Alva Vanderbilt, die Exfrau von William Kissam Vanderbilt.
Nach seinem Tod wurde Belmont auf dem Woodlawn-Friedhof in der Bronx beigesetzt. Sein von Richard Morris Hunt entworfenes Mausoleum ist eine exakte Kopie der Hubertus-Kapelle im Schloss Amboise.